# Micropholis retusa
Espèce
Synonymes
- Lucuma retusa Spruce ex Miq.[1]
- Pouteria retusa (Spruce ex Miq.) Baehni[1]
- Vitellaria retusa (Spruce ex Miq.) Radlk.[1]

Statut de conservation UICN

 EN B1+2b : En danger
Micropholis retusa est une espèce de plantes à fleurs de la famille des Sapotaceae.

## Publication originale
- Recueil des Travaux Botaniques Néerlandais 33: 198. 1936.